# Canscora heteroclita
Canscora heteroclita är en gentianaväxtart som först beskrevs av Carl von Linné, och fick sitt nu gällande namn av Ernest Friedrich Gilg. Canscora heteroclita ingår i släktet Canscora och familjen gentianaväxter. Inga underarter finns listade i Catalogue of Life.